# Podsavezna nogometna liga Gospić 1962./63.
Podsavezna nogometna liga Gospić, također i kao Liga Nogometnog podsaveza Gospić je bila liga četvrtog stupnja nogometnog prvenstva Jugoslavije u sezoni 1962./63. 
 
Sudjelovalo je 11 klubova, a igrana je u dvije skupine: 
- "Jug" – 6 klubova, prvak "Jedinstvo" iz Donjeg Lapca
- "Sjever" – 5 klubova, prvak "Udarnik" iz Perušića

U "Dalmatinsku zonu" se plasiralo "Jedinstvo" iz Donjeg Lapca. 

## Jug
Ljestvica
| mj. | klub                     | ut. | pob. | ner. | por. | gol+ | gol- | bod |
| --- | ------------------------ | --- | ---- | ---- | ---- | ---- | ---- | --- |
| 1.  | Jedinstvo Donji Lapac    | 10  | 8    | 1    | 1    | 34   | 16   | 17  |
| 2.  | Ustanik Srb              | 10  | 5    | 2    | 3    | 22   | 21   | 12  |
| 3.  | Bratstvo Gračac          | 10  | 4    | 3    | 3    | 31   | 19   | 11  |
| 4.  | Partizan Titova Korenica | 10  | 3    | 2    | 5    | 16   | 21   | 8   |
| 5.  | Krbava Udbina            | 10  | 2    | 3    | 5    | 15   | 21   | 7   |
| 6.  | GOŠK Gospić              | 10  | 2    | 1    | 7    | 25   | 35   | 5   |

- Titova Korenica – tadašnji naziv za Korenicu

Rezultatska križaljka
| kratica | klub                     | BRA | GOŠK | JED | KRB | PAR | UST |
| --- | ------------------------ | --- | ---- | --- | --- | --- | --- |
| BRA | Bratstvo Gračac          |     |      |     |     |     |     |
| GOŠK | GOŠK Gospić              |     |      |     |     |     |     |
| JED | Jedinstvo Donji Lapac    |     |      |     |     |     |     |
| KRB | Krbava Udbina            |     |      |     |     |     |     |
| PAR | Partizan Titova Korenica |     |      |     |     |     |     |
| UST | Ustanik Srb              |     |      |     |     |     |     |
| |                          |     |      |     |     |     |     |
| podebljan rezultat - utakmice od 1. do 5. kola (1. utakmica između klubova) rezultat normalne debljine - utakmice od 6. do 10. kola (2. utakmica između klubova) rezultat nakošen - nije vidljiv redoslijed odigravanja međusobnih utakmica iz dostupnih izvora rezultat nakošen i smanjen * - iz dostupnih izvora nije uočljiv domaćin susreta prekrižen rezultat - poništena ili brisana utakmica p - utakmica prekinuta 3:0 p.f. / 0:3 p.f. - rezultat 3:0 bez borbe |                          |     |      |     |     |     |     |

 Izvori: 

## Sjever
Ljestvica
| mj. | klub            | ut. | pob. | ner. | por. | gol+ | gol- | bod |
| --- | --------------- | --- | ---- | ---- | ---- | ---- | ---- | --- |
| 1.  | Udarnik Perušić | 8   | 6    | 1    | 1    | 21   | 9    | 13  |
| 2.  | Lika Lički Osik | 8   | 3    | 3    | 2    | 13   | 9    | 9   |
| 3.  | Sloga Otočac    | 8   | 2    | 4    | 2    | 14   | 11   | 8   |
| 4.  | Velebit Žabica  | 8   | 3    | 2    | 3    | 15   | 14   | 8   |
| 5.  | Borac Brinje    | 8   | 0    | 2    | 6    | 9    | 25   | 2   |

Rezultatska križaljka
| kratica | klub            | BOR | LIKA | SLO | UDA | VEL |
| --- | --------------- | --- | ---- | --- | --- | --- |
| BOR | Borac Brinje    |     |      |     |     |     |
| LIKA | Lika Lički Osik |     |      |     |     |     |
| SLO | Sloga Otočac    |     |      |     |     |     |
| UDA | Udarnik Perušić |     |      |     |     |     |
| VEL | Velebit Žabica  |     |      |     |     |     |
| |                 |     |      |     |     |     |
| podebljan rezultat - utakmice od 1. do 5. kola (1. utakmica između klubova) rezultat normalne debljine - utakmice od 6. do 10. kola (2. utakmica između klubova) rezultat nakošen - nije vidljiv redoslijed odigravanja međusobnih utakmica iz dostupnih izvora rezultat nakošen i smanjen * - iz dostupnih izvora nije uočljiv domaćin susreta prekrižen rezultat - poništena ili brisana utakmica p - utakmica prekinuta 3:0 p.f. / 0:3 p.f. - rezultat 3:0 bez borbe |                 |     |      |     |     |     |

 Izvori: 